# Nanocladius brunneus
Nanocladius brunneus är en tvåvingeart som beskrevs av Freeman 1954. Nanocladius brunneus ingår i släktet Nanocladius och familjen fjädermyggor. Inga underarter finns listade i Catalogue of Life.